# Zbójno (województwo mazowieckie)
Zbójno – wieś w Polsce położona w województwie mazowieckim, w powiecie sierpeckim, w gminie Gozdowo. Ma status sołectwa.
| SIMC    | Nazwa       | Rodzaj    |
| ------- | ----------- | --------- |
| 0565475 | Zbójno-Budy | część wsi |

Wieś szlachecka położona w drugiej połowie XVI wieku w powiecie bielskim województwa płockiego była własnością Jana Dłużniewskiego. W latach 1975–1998 miejscowość należała administracyjnie do województwa płockiego.